# José Luis Panero González-Barosa
José Luis Panero González-Barosa (Madrid, 21 de noviembre de 1975) es un periodista y actor español especializado en el ámbito del cine, el teatro y la información económica. Miembro de la Academia de las Artes Escénicas de España y de la Academia de las Artes y las Ciencias Cinematográficas de España.

## Biografía
Licenciado en Periodismo y en Comunicación Audiovisual, a lo largo de su carrera ha ejercido las labores de director de programas de radio y televisión en numerosos medios, como COPE, el económico La Gaceta de los Negocios, Grupo Intereconomia, Aleteia, Pantalla 90 o Entreletras.
Desde 2008 mantiene el blog decano de teatro y cine de la cadena COPE.
Ha impartido clases de periodismo social en la Universidad CEU San Pablo,  desde 2020 es miembro de la Academia de las Artes Escénicas de España y desde 2025 lo es en la Academia de las Artes y las Ciencias Cinematográficas de España. Fundador de la Asociación Cultural Alzapuertas Teatro, es Profesor de Honor de la institución educativa Trinity College (Madrid) y Persona Ilustre de su claustro de profesores.
Miembro del Círculo de Escritores Cinematográficos desde el año 2003, en su faceta de crítico de cine ha sido integrante del jurado en diversos festivales, entre los que destacan: Festival internacional de Cine de Fuengirola; Festival Internacional de Cine de Vera (Almería); Festival Internacional de Cine de Terror  La Mar Bella (Marbella); Festival Internacional de Cine Ave María Awards (México). También participó como firma invitada en los digibooks de Fox Home Entertainment. Junto al director de cine Óscar Parra de Carrizosa escribió el guion de la película religiosa Gemma Galgani.

## Obra

### Libros
- El mal y la violencia en el cine de Hitchcock, Madrid, Ondina Ediciones, 2024.[12] ISBN 978-84-128499-4-3

#### Capítulos en obras colectivas
- Anecdotario del cortometrajista, ed. Plataforma Nuevos Realizadores (PNR), Madrid, 2023, ISBN AE-2023-23010188, págs. 41-42
- “Resortes del cine contemporáneo”, cap. 6 de Las estrellas, mis amigos 3, de Javier García, Madrid, Éride Ediciones, 2021, ISBN 978-84-18848-35-3, págs. 209-229
- “Aborto y eutanasia en el cine: embestida de la cultura progre”. Cristo, la esperanza fiable, Madrid, Fundación Santa María, 2009, Vol. 2, ISBN 978-84-92456-90-1, págs. 2031-2044
- “Modelos de familia en el cine contemporáneo”. Dios en la vida pública: la propuesta cristiana, Madrid, Fundación Santa María, 2008, Vol. 2, ISBN 978-84-92456-09-3, págs. 1971-1986
- “Cine y bioética al servicio de la vida”. El desafío de ser hombre, Madrid, Fundación Santa María, 2007, Vol. 1, ISBN 978-84-96860-43-8, págs. 1051-1062
- “La desraización de Europa a través del cine”. Europa sé tú misma, Madrid, Fundación Santa María, 2005, Vol. 1, ISBN  978-84-675-0505-4, págs. 319-327
- “El recibimiento de Benedicto XVI”, cap. 4 de Seguid la estrella. España, en la Jornada Mundial de la Juventud de Colonia (2005), ed. de Manuel María Bru y Víctor Cortizo, Madrid, Edibesa, 2005, ISBN 84-8407-590-7, págs. 183-191
- “Cine y literatura, dos lenguajes, una cultura”. ¿Qué cultura?, Madrid, Fundación Santa María, 2004, Vol. 2, ISBN 978-84-675-0204-6, págs. 89-102
- “El magisterio de la Iglesia en el cine”. Retos de la nueva sociedad de la información, Madrid, Fundación Santa María, 2002, Vol. 2, ISBN 84-348-9144-1, págs. 221-234

#### Capítulos en los que aparece
- El Derecho Eclesiástico en el Cine. Colección de Materiales didácticos de Derecho y Cine, nº 6. Mª del Carmen Garcimartín Montero (Coord). A Coruña, Universidade da Coruña, 2013, ISBN 978-84-9749-577-6, 200 págs

#### Ediciones, prólogos o traducciones
- Introducción a la obra Luchino Visconti, el don de la belleza, de Pedro García Cueto, Madrid, Ondina Ediciones, 2024, ISBN 978-84-127971-4-5
- Introducción a la obra Ganar-ganar. Manual últil para el triunfador, de Javier García, Madrid, Éride Ediciones, 2022, ISBN 978-84-19485-23-6

## Premios y Distinciones
- Premio al Actor Principal del I Festival Nacional UNIR de teatro aficionado (2016).[13]
- Profesor de Honor de Trinity College (2017).[14]